# Eugeniusz Skrzymowski
Eugeniusz Skrzymowski (ur. 23 czerwca 1925 w Białej, zm. 8 marca 2019 w Szczecinie) – polski inżynier i pracownik naukowy (dyscyplina: budowa i eksploatacja maszyn; specjalności: oceanotechnika, okręty, technologia budowy okrętów), profesor związany z Wydziałem Techniki Morskiej Politechniki Szczecińskiej.

## Życiorys

### Dzieciństwo i studia
Dzieciństwo spędził w województwie lubelskim. Uczył się w liceum ogólnokształcącym w Radzyniu, gdzie do chwili wybuchu II wojny światowej skończył dwie klasy. W czasie okupacji uczęszczał na tajne komplety. Gdy jego ojciec został uwięziony w Oświęcimiu (gdzie zmarł), rozpoczął pracę w Spółdzielni „Społem”. Działał w konspiracyjnym harcerstwie, związanym z AK. W związku z możliwością dekonspiracji wyjechał do Warszawy i tam kontynuował naukę (pracując zarobkowo). Włączył się do działalności warszawskich Szarych Szeregów. Dwa dni przed godziną „W” został aresztowany w łapance ulicznej i uwięziony w obozie przejściowym koło Sochaczewa, z którego zbiegł. Do końca wojny przebywał w Lesznie i w Częstochowie. Skończył liceum w Radzyniu i rozpoczął studia na Wydziale Budowy Okrętów Politechniki Gdańskiej (1945). Dyplom magistra inżyniera otrzymał w czerwcu 1951 roku.

### Praca zawodowa w Stoczni Gdańskiej
Będąc na III roku studiów (rok 1948) został asystentem kierownika wydziału budowy okrętów w Stoczni Gdańskiej. Brał udział w opracowywaniu dokumentacji pierwszych polskich masowców (rudowęglowców typu „Sołdek”), trawlerów, kutrów stalowych.
Produkcję nadzorował w tym czasie Jerzy Doerffer (nazywany „dżentelmenem wśród doków”), profesor Politechniki Gdańskiej cieszący się wielkim szacunkiem Eugeniusza Skrzymowskiego, który wspominał po wielu latach:

„Sołdki” były niedopracowane technologicznie, a to była pierwsza jednostka spawano-nitowana. Tymczasem na spawaniu mało kto się znał poza profesorem. Brał więc rysunki, rozkładał na stole i robił analizę technologiczną przy udziale moim i jednego z kolegów. A potem grubym czarnym ołówkiem nanosił poprawki i oddawał to do biura konstrukcyjnego.

Opowiadając o tym okresie w historii Stoczni Gdańskiej E. Skrzymowski mówił też, że prof. Doerffer nosił wówczas jesienią kurtkę podszywaną futrem z królików, a ponadto:

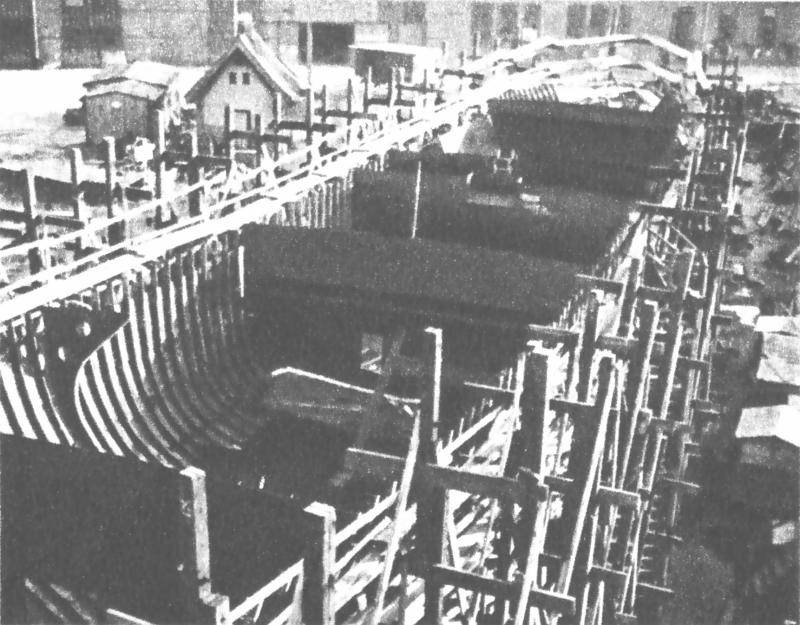
Seryjny rudowęglowiec typu B-30 na pochylni w Stoczni Gdańskiej

Wszyscy też chodziliśmy w pantoflach, które nazywały się demokratkami. Były uszyte z czarnego brezentu na gumie. Jerzy Doerffer mnie wówczas zatrudnił przy uruchamianiu 17-metrowych kutrów stalowych, które zresztą były potem budowane w kilku innych stoczniach, m.in. w Szczecińskiej i w Gryfii. Stały się podstawą floty rybackiej.

W roku 1950 E. Skrzymowski otrzymał stanowisko kierownika wydziałowego biura fabrykacji, a następnie został kierownikiem pochylni Stoczni Gdańskiej. Kierował zespołem, który opracowywał produkcję pierwszych rudowęglowców spawanych i trampów o wyporności (nośność, DWT + masa statku pustego) 5000 ton. W kolejnych latach (po ukończeniu studiów) zajmował stanowiska:
- od czerwca 1951 roku – kierownika wydziału kadłubowego, w którym rozpoczynano rozwój produkcji eksportowej, a następnie zastępcy szefa produkcji,
- od września 1952 roku – dyrektora Stoczni im. Komuny Paryskiej (Stocznia Gdynia) (remonty i budowa nowych jednostek).

W latach 1955–1956 opracował – wspólnie z prof. J. Doerfferem – koncepcję rozbudowy i przekształcenia Stoczni im. Komuny Paryskiej w zakład wyspecjalizowany w budowie dużych jednostek.

### Praca zawodowa w Szczecinie
Na początku roku 1957 Eugeniusz Skrzymowski zamieszkał w Szczecinie. Pracował do roku 1964 w Stoczni Szczecińskiej, a następnie – w Politechnice Szczecińskiej.
Stocznia Szczecińska

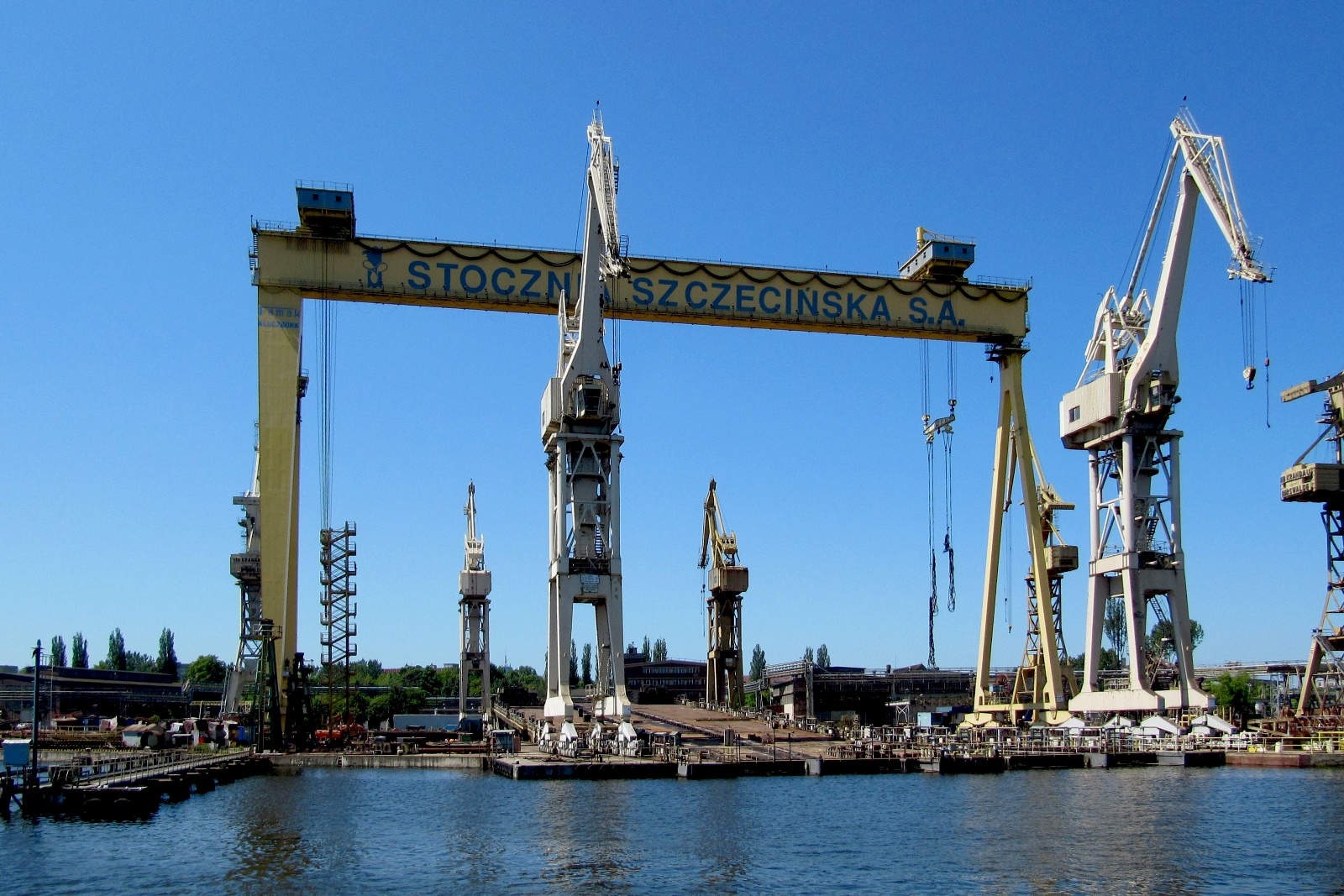
Suwnica bramowa Stoczni Szczecińskiej

W latach 1957–1962 dyrektorem Stoczni im. Warskiego był Henryk Jendza, który organizował produkcję dużej liczby statków na zamówienie ZSRR na terenie  poniemieckich zakładów AG Vulcan Stettin i Stettiner Oderwerke (zniszczonych w końcowym okresie II wojny światowej). Eugeniusz Skrzymowski został początkowo szefem technicznym, a następnie dyrektorem technicznym. Kierował zespołem, który opracowywał (we współpracy z Jerzym Doerfferem) i realizował długofalowy program tworzenia w Szczecinie nowoczesnego ośrodka stoczniowego, który mógłby konkurować ze stoczniami Finlandii, Norwegii i innych krajów zachodnich. Program obejmował modernizację rejonu byłej stoczni „Odra” (procesy obróbki stali i prefabrykacji sekcji kadłuba) oraz odbudowę i modernizację obiektów byłej stoczni „Wulkan”. Przyjęto, że nośność największej produkowanej jednostki będzie wynosić 25 tys. DWT. Postanowiono zastosować suwnice bramowe o udźwigu 100 ton. E. Skrzymowski był również inicjatorem i głównym autorem blokowej metody budowy jednostek o nośności 10 i 14,5 tys. DWT (znaczne skrócenie cyklu budowy). Po śmierci Henryka Jendzy (1962) przez dwa lata był dyrektorem Stoczni Szczecińskiej.
W roku 1964 zrezygnował z pracy w stoczni i przeszedł do pracy naukowej i dydaktycznej. Przyczyną tej decyzji był z jednej strony – konflikt z kierownictwem politycznym województwa, z drugiej – decyzje władz centralnych, dotyczące konieczności uruchomienia kierunku okrętowego w Politechnice Szczecińskiej.
Politechnika Szczecińska

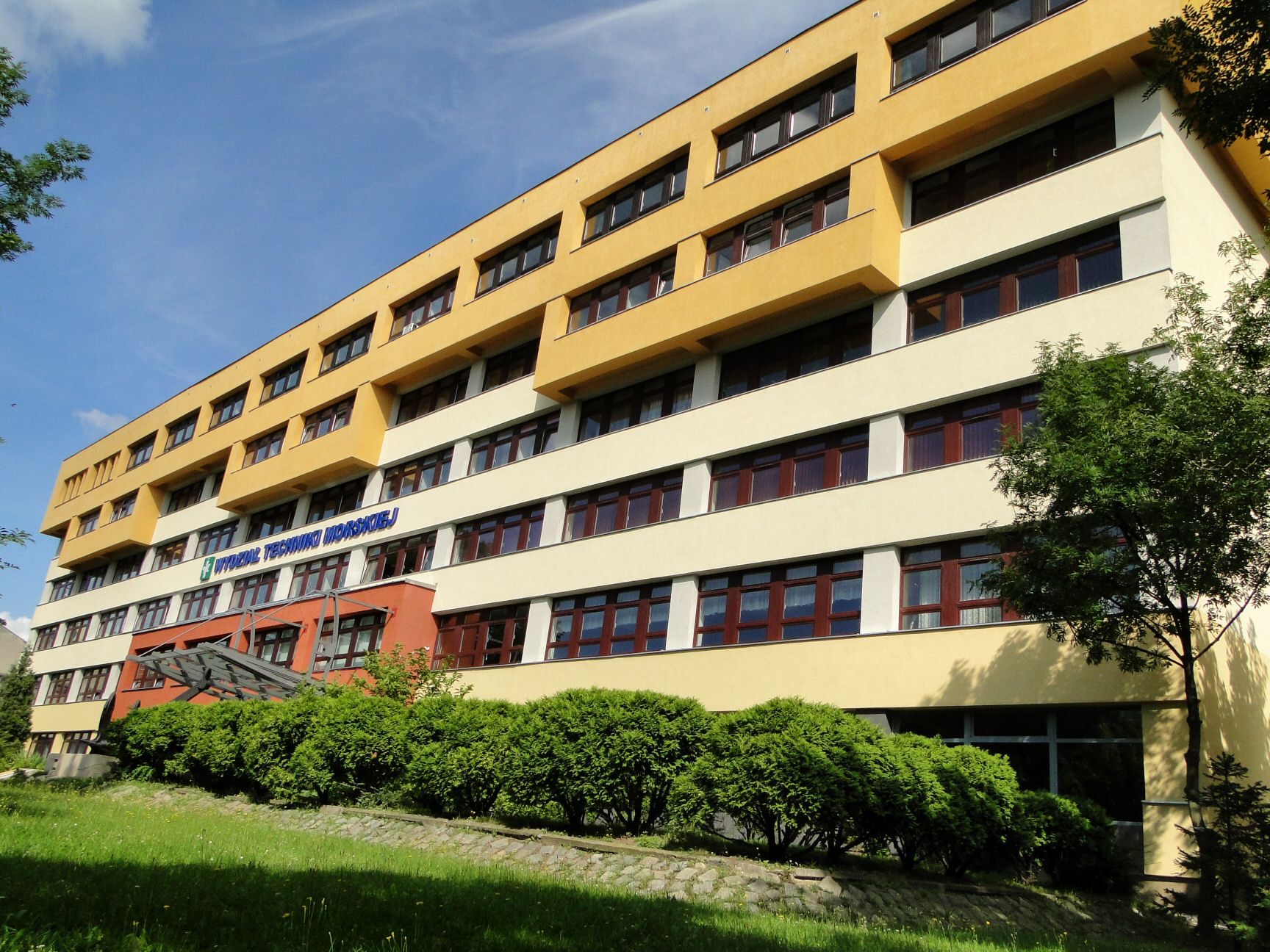
Budynek Wydziału Techniki Morskiej ZUT

W Politechnice Szczecińskiej pracował:
- od roku 1965 – jako starszy wykładowca i kierownik Katedry Technologii i Projektowania Okrętów na Wydziale Budowy Maszyn,
- od roku 1966 – jako docent etatowy w tej katedrze, ze stopniem doktora nauk technicznych, przyznanym przez Radę Wydziału Budowy Okrętów Politechniki Gdańskiej na podstawie rozprawy pt. „Efektywność wielkoblokowej budowy statków 10–25 tys. tdw”; równocześnie pełnił funkcję prodziekana Wydziału ds. studiów okrętowych oraz seniora budowy obiektów dydaktyczno-laboratoryjnych Instytutu Okrętowego (do roku 1976),
- od roku 1970 – jako dyrektor nowo utworzonego Instytutu Okrętowego na Wydziale Budowy Maszyn i Okrętów (nowa nazwa wydziału); dla Instytutu wybudowano w latach 1972–1977 nowy budynek (później – siedziba Wydziału Techniki Morskiej i Transportu) i dwie hale laboratoryjne o łącznej kubaturze ok. 54 tys. m³; dokonano zmian organizacyjnych – z Katedry Technologii Okrętów wyodrębniono pięć samodzielnych jednostek Instytutu Okrętowego (cztery zakłady i jeden zespół),
- w latach 1982–1987 – jako prorektor Politechniki Szczecińskiej ds. nauki,
- od roku 1987 – jako dyrektor Instytutu Okrętowego (przekształconego później w Wydział Techniki Morskiej PS) z tytułem profesora,
- w latach 1991–1993 – jako dziekan WTM, na stanowisku profesora zwyczajnego od roku 1992.

W zakres zainteresowań prof. Eugeniusza Skrzymowskiego wchodzą m.in. problemy projektowania pojazdów, aparatów i narzędzi zmechanizowanych do prac podwodnych. Wynikiem prac naukowych i badawczo-wdrożeniowych, wykonywanych pod jego kierownictwem, było m.in. uzyskanie doktoratów przez jednego pracownika Instytutu Morskiego w Gdańsku i trzech pracowników Zakładu Technologii Okrętów, m.in.:
Metodyka projektowania wybranych obiektów oceanotechnicznych na przykładzie bazowca prac podwodnych (Wojciech Chądzyński, WTM PS, czerwiec 1995).
E. Skrzymowski był też recenzentem sześciu prac doktorskich oraz sześciu opinii o dorobku naukowym (5 kandydatów na docentów i jednego doktora honoris causa Politechniki Gdańskiej).
Zmarł 8 marca 2019 w wieku 94 lat w Szczecinie.

## Działalność pozauczelniana
Był lub jest członkiem, m.in.:
- Wydziału IV – Nauk Technicznych PAN (Komitet Narodowy do spraw Współpracy z Międzynarodowym Komitetem Inżynierii ds. Zasobów Oceanicznych, ECOR)[3],
- Komitetu ds. Nauki i Postępu Technicznego przy Prezesie Rady Ministrów w okresie przygotowań nowych aktów normatywnych Komitetu Badań Naukowych (1990),
- sekcji w Zespole Nauk Technicznych KBN (1991–1994),
- rad zjednoczeń przemysłu okrętowego i morskich stoczni remontowych (1969–1981),
- zespołu ekspertów ds. żeglugi przy Komisji Planowania (1971–1972),
- Rady Naukowej resortu żeglugi i resortu gospodarki morskiej,
- Komisji Planu Makroregionu Nadmorskiego (1972–1977),
- rad Centrum Techniki Okrętowej S.A. (CTO)[7] i Polskiego Rejestru Statków,
- Rady Naukowo-Ekonomicznej Wojewody Szczecińskiego.

Jest recenzentem wniosków o finansowanie projektów badawczych, współtwórcą lub opiniodawcą projektów technologicznych wielu polskich stoczni, ekspertem w Centrum Techniki Okrętowej. Był wiceprzewodniczącym Forum Okrętowego (organizacji pracodawców przemysłu okrętowego) i jest Honorowym Członkiem Rady tego Forum. W latach 1978–1982 był prezesem Wojewódzkiego Oddziału NOT. Do roku 1986 pełnił funkcję konsultanta w Centrum Techniki Wytwarzania Przemysłu Okrętowego „Promor”.
Współorganizował specjalistyczne konferencje, dotyczące kondycji polskich stoczni, np. „Stocznia Szczecińska – wczoraj, dziś i jutro” (Szczecin 2005) lub konferencja zorganizowana przez Centrum Techniki Okrętowej S.A. w roku 2006, w czasie której przewodniczył sesji pt. „Potrzeby i perspektywy innowacji w polskim przemyśle okrętowym”.

## Publikacje
Wybór według WorldCat Identities:
- Tadeusz Graczyk, Łukasz Piskorski, Eugeniusz Skrzymowski, Jerzy Doerffer et al, Wybrane zagadnienia technologii kadłubów okrętowych o uproszczonych kształtach : praca zbiorowa, Wyd. PPH Zapol, Szczecin 1998,
- Eugeniusz Skrzymowski, Problemy technologiczne statków o uproszczonych kształtach kadłuba by Eugeniusz Skrzymowski, CTO, Gdańsk 1998,
- Eugeniusz Skrzymowski, Problemy montażu zespołu nape̜dowego we współczesnej technologii budowy statku, CTO, Gdańsk 1995,
- Eugeniusz Skrzymowski, Stefan Żmudzki, Polska Akademia Nauk, Komisja Techniki Morskiej, Politechnika Szczecińska, Zakład Technologii Okrętów, Sympozjum Problemy Rozwojowe Techniki Okrętowej : Szczecin, 6 października, 1995, jubileusz 70-lecia urodzin prof. zw. dr inż. Eugeniusza Skrzymowskiego, Wyd. Uczelniane Politechniki Szczecińskiej, Szczecin 1995,
- Eugeniusz Skrzymowski, Interoceantechnology ’90, 29 May – 1 June, 1990, Szczecin,
- Eugeniusz Skrzymowski, Technologia okrętów w działalności badawczo-rozwojowej Unii Europejskiej, Centrum Techniki Okrętowej, Gdańsk 1999,
- Eugeniusz Skrzymowski, Gabriela Drewko et al, 20 lat Wydziału Techniki Morskiej i Transportu Zachodniopomorskiego Uniwersytetu Technologicznego w Szczecinie, Wydawnictwo Uczelniane ZUT w Szczecinie, 2012,
- Wybrane problemy żeglugi śródlądowej na Odrze i w jej dorzeczu, Centrum Techniki Okrętowej, Gdańsk 1996.

## Odznaczenia i wyróżnienia
Eugeniusz Skrzymowski został odznaczony:
- Srebrnym Krzyżem Zasługi (1950),
- Złotym Krzyżem Zasługi (1952),
- Krzyżem Kawalerskim Orderu Odrodzenia Polski (1972),
- Orderem Sztandaru Pracy II klasy (1985),
- Krzyżem Komandorskim Orderu Odrodzeni Polski (1996).

Został uhonorowany ponadto:
- Medalem Komisji Edukacji Narodowej (1993)
- Srebrną i Złotą Odznaką honorową „Zasłużony Pracownik Morza” (1960 i 1970)
- Złotą Odznaką Honorową Gryfa Pomorskiego (1961),
- honorowymi odznakami SIMP i NOT  (lata 1972, 1974, 1979).

W roku 1988 został wpisany do Księgi Zasłużonych dla Szczecina.